# Hemerobius cruciatus
Hemerobius cruciatus is een insect uit de familie van de bruine gaasvliegen (Hemerobiidae).
De wetenschappelijke naam is gepubliceerd in 1768 door Linnaeus.